# Los asesinatos del Valhalla
Los asesinatos del Valhalla (título original: Brot (The Valhalla Murders)) es una serie de televisión policiaca de ocho episodios producida en Islandia, originalmente transmitida allí en 2019, y luego lanzada en todo el mundo en 2020 en Netflix.

## Sinopsis
Varias personas aparentemente no relacionadas se encuentran brutalmente asesinadas en varios lugares de Islandia. Se llama a un enigmático detective noruego para ayudar a la fuerza policial islandesa a encontrar una conexión entre las víctimas, además de haber sido asesinado por lo que parece ser un asesino en serie que corta los ojos de sus víctimas tras su muerte.
La investigadora local principal es una policía veterana que está ansiosa por ser promovida, pero tiene que encontrar una manera de dejar de lado su decepción y forjar conexiones tanto con la mujer promovida como con el visitante noruego. Una vieja fotografía de una escuela de niños llamada Valhalla parece ser la conexión.
Esta es la primera serie islandesa que se presenta en Netflix. Se basa, con la licencia artística tomada de un incidente de la vida real. Como se describe en un artículo en el sitio web MEAWW, "A fines de la década de 1940, un suceso casi similar tuvo lugar en la remota Islandia. Una institución estatal ... albergó a jóvenes problemáticos de entre siete y 14 años, en la que fueron golpeados y sometidos a abusos por el personal. Aunque, en realidad, no hubo asesinato, per se, como se muestra en la serie, causó un gran ruido y los niños fueron compensados económicamente".

## Reparto
- Nína Dögg Filippusdóttir  - Kata
- Björn Thors  - Arnar
- Bergur Ebbi Benediktsson : Erlingur
- Aldís Amah Hamilton : Dísa
- Arndís Hrönn Egilsdóttir : Hugrún
- Tinna Hrafnsdóttir : Helga
- Sigurður Skúlason : Magnús